# Bboyfrance
 (janvier 2021).
Le « championnat de France de danse Hip-Hop » BBOY FRANCE est une compétition annuelle mettant aux prises depuis 2007 les meilleurs danseurs et danseuses de Breakdance en France. BBOYFRANCE est devenu au fil des années la compétition de référence de la scène nationale française de danse hip-hop.

## Catégories

### Bboy & Bgirl
| Année | Nom Bboy      | Région représentée | Nom Bgirl         | Région représentée         |
| ----- | ------------- | ------------------ | ----------------- | -------------------------- |
| 2007  | Bboy Soso     | Rhône-Alpes        | /                 | /                          |
| 2008  | Bboy Abdel    | Nord-Pas-de-Calais | /                 | /                          |
| 2009  | Bboy Keyz     | Midi-Pyrénées      | Bgirl Manuela     | Bourgogne                  |
| 2010  | Bboy Keyz     | Midi-Pyrénées      | Bgirl Manuela     | Bourgogne                  |
| 2011  | Bboy Khalil   | Midi-Pyrénées      | Bgirl Béné        | Île-de-France              |
| 2012  | Bboy Khalil   | Midi-Pyrénées      | Bgirl Babyson     | Île-de-France              |
| 2013  | Bboy Nasso    | Rhône-Alpes        | Bgirl Kami        | Île-de-France              |
| 2014  | Bboy Wilfried | Pays-de-la-Loire   | Bgirl Sarah Bee   | Bourgogne - Franche-Compté |
| 2015  | Bboy Tonio    | Île-de-France      | Bgirl San Andreas | PACA                       |
| 2016  | Bboy Pacpac   | Rhône-Alpes        | Bgirl Emmy        | Hauts-de-France            |
| 2017  | Bboy Pacpac   | Rhône-Alpes        | Bgirl Leila       | PACA                       |
| 2018  | Bboy Sofian   | Nouvelle Aquitaine | Bgirl Mia         | PACA                       |
| 2019  | Bboy Martin   | Hauts-de-France    | Bgirl Maess'One   | Bourgogne - Franche-Compté |

### Junior
| Année | Nom Bboy      | Région représentée   |
| ----- | ------------- | -------------------- |
| 2011  | Bboy Juvénil  | Ile de la Réunion    |
| 2012  | Bboy Marwan   | Pays de la Loire     |
| 2013  | Bboy Wass     | Auvergne Rhône Alpes |
| 2014  | Bboy Gwen     | Nouvelle Aquitaine   |
| 2015  | Bboy Sofian   | Nouvelle Aquitaine   |
| 2016  | Bboy Martin   | Hauts-de-France      |
| 2017  | Bboy Jake     | Ile de la Réunion    |
| 2018  | Bboy Mathis   | Nouvelle Aquitaine   |
| 2019  | Bboy Kidmario | Hauts-de-France      |

### Editions Spéciales
| Année | Catégories                | Nom vainqueur  | Région représentée                 |
| ----- | ------------------------- | -------------- | ---------------------------------- |
| 2016  | Show Chorégrahique 3 vs 3 | Sofaz Furies   | Hauts-de-France Occitanie          |
| 2017  | Top Rock 3 Vs 3           | Frankwa Furies | Île-de-France Auvergne Rhône Alpes |
| 2018  | 3 vs 3                    | Supreme Legacy | Auvergne Rhône Alpes               |
| 2019  | Bboyfrance Crew (8 vs 8)  | Tie Break      | Auvergne Rhône Alpes               |